# Sheherazade, Tell Me a Story
Sheherazade, Tell Me a Story (Ehky ya Scheherazade) è un film del 2009 diretto da Yousry Nasrallah.
Presentato alla 66ª Mostra internazionale d'arte cinematografica di Venezia, ha vinto il premio come miglior film al Festival di cinema africano di Verona 2009.

## Trama
Nell'Egitto moderno, una donna di nome Hebba conduce un talk show di politica inviso al governo. Il neo-marito, in attesa di una possibile promozione in un giornale di stato, riceve pressioni per far calmare le acque per un po' e le chiede di smettere di parlare di politica e prendere a parlare d'altro, sentimenti, vita di tutti i giorni, gossip, ecc.. Ma tutto è politica, specie se a parlare sono le donne di uno stato islamico.
Il film passa quindi a raccontare tre storie, attraverso la voce delle tre protagoniste, che mostrano come ad ogni livello sociale la condizione della donna sia ancora quello di vittima. Ovviamente il talk show avrà ripercussioni anche sulla vita di Hebba, neppure lei immune alla violenza sociale.

## Riconoscimenti
- Primo premio al Festival di cinema africano di Verona 2009
- Premio Associazione Studenti Africani di Verona